# オドリュサイ王国
オドリュサイ王国（オドリュサイおうこく、古代ギリシア語: Βασίλειον Ὀδρυσῶν; ラテン語: Regnum Odrysium）は、紀元前5世紀から紀元後1世紀にかけてトラキアに存在した、40以上のトラキア人諸部族と、22の王国からなる連合国家。その領域はブルガリアを中心に、ルーマニア南東部（北ドブロジャ）、ギリシャ北部、トルコ領東トラキアにあたる地域まで及んだ。
首都は一つではなく、王は各地を巡回していたと考えられている。例えばオドリュッサ、後のウスクダマ（現エディルネ）に比定されている都市は、その名が刻まれた硬貨が残っている。またコテュス1世が建設したスタロセル、セウテス3世が紀元前315年に建設したセウトポリス、より早期にはヴィゼも首都の一つとされた。王国は紀元前5世紀末から紀元前4世紀末にかけて分裂し、紀元前4世紀末にはカビレも首都の一つとなった。

## オドリュサイ人
マリツァ川平原に住んでいたオドリュサイ人 (オドリュサエ、古代ギリシア語: Ὀδρύσαι) は、トラキア人の中で最も強力な部族だった。その領域は現在のブルガリア南部国境地帯、ギリシャ北東部、エディルネを中心とするトルコ領東トラキアにまで至り、その中央をアルテスクス川が貫いていた。最初にオドリュサイ人に関する記述を残したのは、ヘロドトスである。クセノポンによれば、オドリュサイ人は戦士を埋葬した後に競馬を行い、膨大な量のワインを飲み干す習慣があった。

## 歴史
紀元前6世紀末、トラキアはアケメネス朝のダレイオス1世に征服された。イオニアの反乱によって一時期その支配から脱するも、紀元前492年にマルドニオスによって再制圧された。アケメネス朝下でトラキアはスクドゥラ州に組み込まれたが、たびたびスキタイ人やギリシア人の侵入を受けた。
おそらくアケメネス朝がギリシア諸都市に敗れた（第二次ペルシア戦争）後の紀元前470年ごろ、テレス1世が単独王として多数のトラキア部族を統合し、最初のトラキア人国家オドリュサイ王国を建国した。

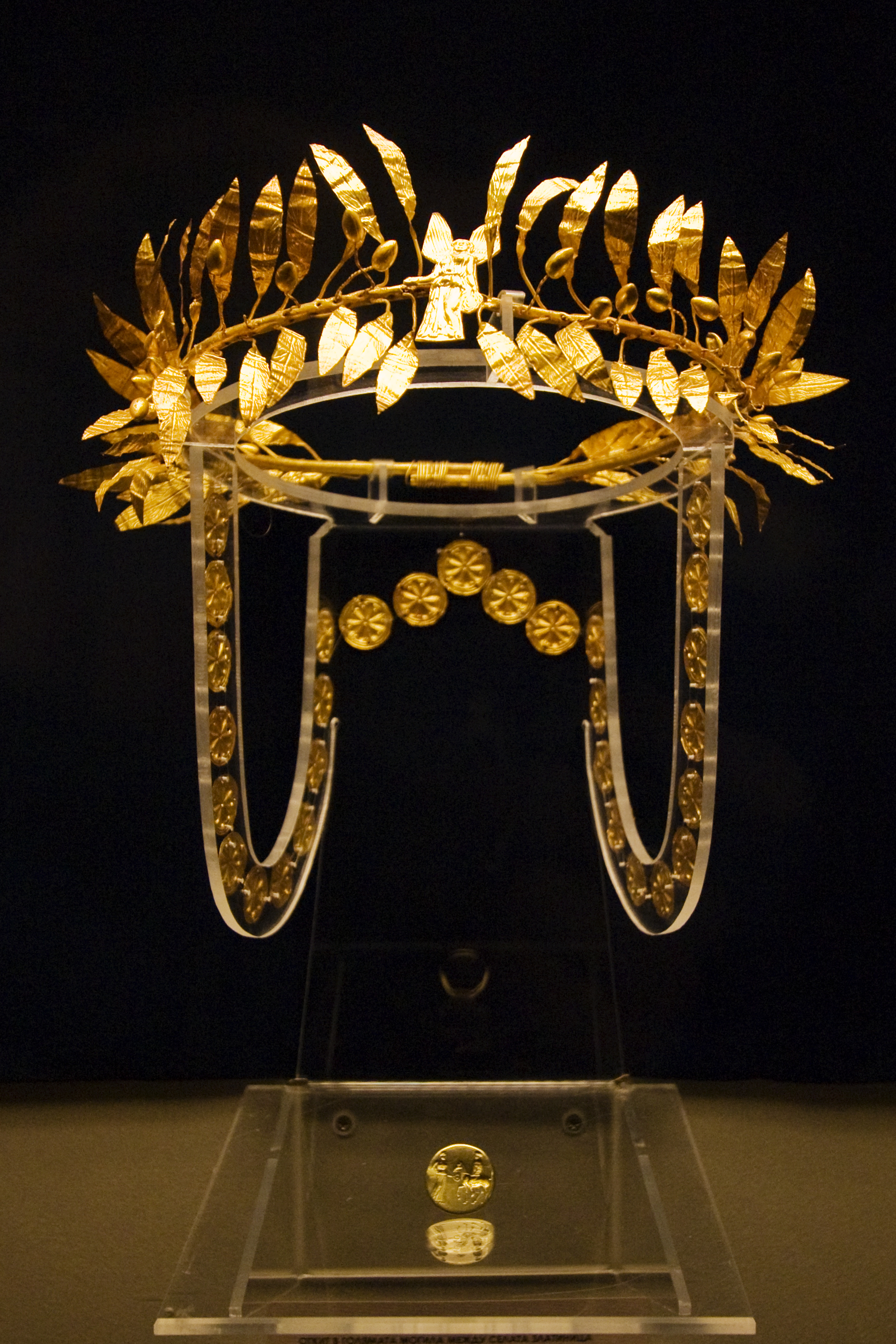
ゴリャマタ・モギラ・トゥムルスのオドリュサイ貴族墳墓から発掘された、黄金の冠。

テレス1世やシタルケス（在位:紀元前431年 - 紀元前421年）の時代、王国の拡大は頂点に達し、東は黒海、北はドナウ川、北西は大部族トリバッロイ人の領域、南西はストルマ川の平野部、そしてエーゲ海にまで至った。これを現在の地図に当てはめると、ブルガリア、ルーマニア領北ドブロジャ、トルコ領東トラキア、マリツァ川からストルマ川までのギリシャ領西トラキアにあたる。ただし、黒海やエーゲ海の海岸線の大部分はギリシア人都市が支配していた。またこの全領域に中央の王権が及んでいたとはいえず、王と各地の部族との関係はそれぞれ差異があった。

歴史家のZ・H・アーチボルドは、次のように述べている。

オドリュサイ人は、バルカン半島東部に部族体制を超えた最初の国家を建設した。彼らの王は外からはたいてい「トラキア王」と呼ばれたが、実際には彼らの力はトラキア全土には及んでいなかった。領域内においても王権の強さは流動的だった。

オドリュサイ王国の領域では、多くのトラキア人部族やダキア・モエシア人部族が一人の王を戴いてゆるやかに連帯しており、大まかな内政や外交を統一していた。オドリュサイ王国は単なる部族連合を超えた、より安定した国家となる環境が整っていたが、そのような道を歩むことは無かった。オドリュサイ王は自身と首都の権力を高めようとしたものの、各地の分離的な傾向が上回った。オドリュサイ王国の軍事は各部族内のエリート層が担っていたため、その軍事行動は統制が取れないことがしばしばあった。常に反中央的な行動をとる部族もいれば、王国の領域外にとどまる部族もいた。紀元前5世紀末から紀元前4世紀初頭にかけて、オドリュサイ王国は内紛により三つに分裂した。トラキア人の政治的・軍事的勢力が弱まるのと対照的に、南西のマケドニア王国が台頭し、トラキア人にとって危険で野心的なライバルとなっていった。
ヘロドトスやトゥキディデスらギリシアの歴史家は、5世紀末にトラキアのオドリュサイ族の中から王家が現れ、ドナウ川からエーゲ海に至る地域の大分部分の人々を支配するようになったことを紹介している。後の時代の歴史家の記録やオドリュサイ王が発行した貨幣、碑文などから、この王家は1世紀初頭まで続いたことがわかる。ただし、彼らの勢力はペルシア人、マケドニア人、ローマ人に蚕食され、草創期の拡大後は一貫して下降し続けた。最終的にはローマに吸収されたとはいえ、オドリュサイ王国はその後のヨーロッパ最南東部の歴史に重要な影響を残した。
テレス1世の息子シタルケスは有能な指揮官で、離反を試みた諸部族を攻めて自らの宗主権を認めさせた。彼は豊かで巨大になった王国で道路網を整備し、貿易を促進しつつ強力な軍を組織した。紀元前429年、シタルケスはアテネ市と同盟し、トラキア人やパエオニア人からなる大軍勢を率いてマケドニアに侵攻した。トゥキディデスはその兵数15万人と記しているが、補給の失敗と冬の到来により撤退せざるを得なくなった。5世紀の時点で既に、オドリュサイの王族の一部はリングア・フランカとしてギリシア語を話していた。次第に行政もギリシア語が用いられるようになり、新たなトラキア人の碑文はギリシア・アルファベットで書かれるようになった。
オドリュサイ王国が三分裂した際、マケドニア王ピリッポス2世がトラキアに侵攻し、その大部分を征服した。三国のうち二つは紀元前352年にマケドニアの属国となり、さらにピリッポス2世は紀元前342年から紀元前341年にかけてオドリュサイ王国の心臓部を征服し、反抗的な王や部族を追放した。その中でセウテス3世(在位:紀元前341年 - 紀元前300年)はマケドニアによる征服を免れ、紀元前323年にトラキアの太守に任じられたリュシマコスに緩く従属する立場を保持した。そのうえセウテス3世はたびたびリュシマコスと戦闘に及び、紀元前320年に首都セウトポリスを建設した。この都市は紀元前281年にケルト人の襲撃を受けるまでオドリュサイ王国の首都として機能した。紀元前212年、オドリュサイ王プレウラトゥス率いる軍勢がケルト人の王国の首都テュリスを滅ぼした。紀元前2世紀ごろのトラキアでは、オドリュサイ王国は以前からの連続性を維持していたものの、その内実ではカニテやオドリッサエといった諸王国に分裂していた。そして紀元前146年、オドリュサイ諸王国はいったん共和政ローマに屈した。しかし紀元前100年にトラキア人の王国が復活する。おそらくこれは最後のオドリッサエ王ベイテュスの息子によるものだが、この新たな国が真に独立していたのか、それともあくまでもローマの属国であったのかは不明である。数年の後、一部のトラキア人とケルト人が南バルカン、エピロス、ダルマティア、北ギリシアに侵入し、ペロポネソス半島まで至った。紀元前55年、また他のオドリュサイ王国の系譜を継ぐサパイオイ人の王国が勃興し、紀元前30年までに他のオドリュサイ系王国をまとめ挙げたが、間もなく他のトラキア部族と同様に共和政ローマに従属することになった。紀元前11年にオドリュサイ王となったロエメタルケス1世は、初代ローマ皇帝アウグストゥスの忠実な同盟者となり、トラキアのローマ化を推し進めた。彼の死後、アウグストゥスによりオドリュサイはロエメタルケスの子コテュス3世と弟レスクポリス2世の二人で分割された。46年、ロエメタルケス3世が、妻であり共同統治者だったピトドリス2世に暗殺されたのを最後に、トラキアはローマ帝国のトラキア属州となり、オドリュサイ王国は完全に滅亡した。

## 文化
オドリュサイの工芸や金属加工技術は、多分にアケメネス朝の影響を受けていた。トラキア人は、ダキア人やイリュリア人と同様に、社会的地位を示す刺青を施す習慣があった。また彼らは軍事的にはケルト人の影響を受け、トリバッロイ人などはケルト人の装備を導入していた。トラキア人の服飾は、主にヘンプやアマ、羊毛による織物であった。デザイン面では、裾を彩色したジャケットや先の尖った靴など、スキタイ人の影響が強かった。ゲタイ族などは特にスキタイ人と習俗が似ており、たびたび混同された。貴族や一部の戦士は、帽子を着用していた。
ギリシア人とトラキア人の間では、相互に深い交流があった。ギリシア人の慣習やファッション、例えばドレスやオーナメント、武器などは、特にバルカン半島東部のトラキア人社会の貴族層によく受け入れられた。ギリシア人と異なる点としては、トラキア人はズボンを着用していた。トラキアの諸王は、強いヘレニズム化の影響を受けた。

## 考古学
スレドナ・ゴラ山脈のスタロセルなどで、オドリュサイ王国時代の住居や寺院が発見されている。考古学者たちが発掘したトラキア王の宮殿の北東壁は、全長13メートル、高さは2メートルあった。また遺跡内では、クレオブルスやアレクサンドロス、またオドリュサイを攻撃したマケドニア王ピリッポス2世の将軍たちの名が見つかっている。

## オドリュサイ王の一覧
以下にはトラキアのオドリュサイ王のうち、名が分かっている者を列挙するが、推測によるものも多く含んでいる。また他のトラキア諸王国の王を含んでいる場合もある。オドリュサイ王は「トラキア王」と呼ばれることもあるが、実際にトラキア全土を支配した時期は無い。またその王権の実態も、その時々の各部族との関係によって変化している。
- テレス1世, オドリュセスの子 (480[1]/450–430 BC[3])
- スパラトコス, テレス1世の兄弟もしくは子 (450 / 431–430 BC[3])
- シタルケス, テレス1世の子 (431–424 BC)[3]
- サドコス, シタルケスの子 (425–424 BC)[3]
- セウテス1世, スパラトコスの甥もしくは子 (424–396 BC)[3]
- アマトコス1世/アマドクス1世/メトコス?, テレス1世の子 (396-390 BC)[3]
  - アマドクス1世をメトコスの子 (410–390 BC)とする説もある[38]。
- セウテス2世, マエサデスもしくはスパラトコスの子、テレス1世の孫,  (405–391 BC)　当初対立王、紀元前396年より共同王[3]
- ヘブリュゼルミス/エウリュゼルミス, セウテス1世の子 (390–384 BC)[3]
- マエサデス, テレス1世の子、セウテス2世の父 (390–384 BC)　共同王もしくは対立王[3]
- コテュス1世, セウテス2世の子 (384–359 BC)[3]
- ケルソブレプテス/ケルソウレプテス, コテュス1世の子 (359-341 BC)[3]
- ベリサデス/ティリサデス, おそらくケルソブレプテスの子, ストリモスの西トラキア王 (359–352 BC)[3]
- アマドクス2世/アマトコス2世, ケルソブレプテスの兄弟, ケルソネソスとマロネイアの中央トラキア王 (359–351 BC)[3]
- ケトリポリス, ベリサデスの子, ストリモスの西トラキア王 (358–347? BC)[3]
- スコストドコス, ベリサデスの子, ストリモスの西トラキア王 (351-? BC)[3]
- テレス2世, アマドクス2世の子, ケルソネソスとマロネイアの中央トラキア王 (351–342 BC)[3]
- セウテス3世, テレス1世の子孫 (c.341–300 BC)[3]
- （マケドニア王国支配 (332-281BC）[3]）
- コテュス2世, セウテス3世の子 (300–280 BC)　死後、王統が分裂[3]

### 王統分裂期
- ライズドス/ロイゴス, コテュス2世の子? (280-? BC)[3]
- コテュス3世, ライズドスの子 (c. 260 BC)[3]
- テレス3世, (c. 250 BC)[3]
- レスクポリス1世, コテュス3世の子 (240–215 BC)[3]
- セウテス4世, レスクポリス1世もしくはテレス3世の子 (213 – 175 BC)[3]
- アマドクス3世 (?-184 BC)[3]
- テレス4世, アマドクス3世もしくはセウテス3世の子 (c.183–172 BC)[3]
  - オドロエス  (c. 280–273 BC)[3]
  - アダエウス (c. 280–273 BC)[3]
  - スコストドス (c. 275 BC)[3]
  - オルソアルティオス (c. 265 BC)[3]
  - ケルスィウァウロス (c. 260 BC)[3]
  - アダオス/アダエウス/アダイロス (c. 235 BC)[3]
  - プレウラトゥス,[39] (213–208 BC)[3]
  - アブルポリス, おそらくサパイオイ王 (200–172 BC)[3]

- テレス5世, 単独王 (172–148 BC)[3]

### カニテ王
- ディアギル, オドリッサエ王ディギュレスと混同の可能性あり (c.180 BC)[3]
- チゼルミ / ズィベルミオス, オドリッサエ王ビズと混同の可能性あり (c.180 BC)[3]

### オドリッサエ王
- コテュス4世, セウテス4世の子 (180–168 BC)[3]
- ディギュレス / ディエギュロス / デュエギロス / ディアギュリス, コテュス4世の子? (c.168 BC/150-140 BC)[3]
- ビズ / ビュザス / ビュセス (c.168/166/148/146 BC)[3]
- ソティメス, ディギュレスの子? (163-? BC)[3]
- テレス6世 (c. 149 BC)[3]
- ベイテュス, 実態不明 (c. 148/146 BC)[3]
- アマドクス4世, 反乱軍の王 (c. 90–80 BC)[3]

### アストイ王
- コテュス1世（5世）, ベイテュス子? (c. 100–c. 87 BC)[3]
- サダラス1世, コテュス5世の子 (c. 87–c. 80/79 BC)[3]
- コテュス2世（6世）, サダラス1世の子 (c.80/79–45 BC)[3]
- サダラス2世, コテュス6世の子 (c. 44–42 BC)[3]
- サダラス3世, サダラス2世の子? (c. 31 BC)[3]
- コテュス3世（7世）, サダラス2世の子 (31–18 BC)[3]
- レスクポリス2世, コテュス7世の子 (18–11 BC)[3]
- コテュス4世（8世） (11 BC)[3]
- サパイオイ王国へ併合

### サパイオイ王
- コテュス1世, ロエメタルケスの子 (55–48 BC)[26]
- レスクポリス1世, コテュス1世の子 (48–42 BC)
- コテュス?, レスクポリス1世の子 (42–31 BC)
- ラスコス, 共同王 (c. 42 BC)
- ロエメタルケス1世, レスクポリス2世の叔父、コテュスの子 (11 BC – AD 12[3])
- コテュス? , ロエメタルケス1世の子 (12–19 AD[3])
- ロエメタルケス2世, レスクポリス2世の子 (19–38 AD[3])
- ロエメタルケス3世, コテュスの子 (38–46 AD[3])
- ピトドリス2世, ロエメタルケス3世の共同王、妃、従妹 (38–46 AD)

## オドリュサイ王国の宝物
- パナギュリシテの宝物
- ロゴゼンの宝物
- シネモレツの小人形
- ヴァゾヴォのトラキア・ペガサス
- レトニツァの宝物
- ルコヴィトの宝物
- 初代王テレス1世の黄金マスク
- ゴリャマタ・コスマトカで発掘された、セウテス3世のものとみられるブロンズ像
- コテュス1世のボロヴォの宝物